# ويليام ديرهام
ويليام ديرهام (بالإنجليزية: William Derham)‏ (26 نوفمبر 1657 – 5 أبريل 1735) هو لاهوتي وفيلسوف طبيعي إنجليزي. قام بإجراء أقدم تقدير بدقة معقولة لسرعة الصوت. وفي 3 فبراير 1703، انتخب ديرهام عضوًا في الجمعية الملكية.